# Haworthia aristata
Haworthia aristata là một loài thực vật có hoa trong họ Măng tây. Loài này được Haw. mô tả khoa học đầu tiên năm 1819.